# Lijst van rijksmonumenten in Oosterwijk
De plaats Oosterwijk telt 11 inschrijvingen in het rijksmonumentenregister. Hieronder een overzicht.
| Object | Oorspronkelijke functie?  | Bouwjaar                    | Architect | Locatie                   | Coördinaten?                 | Nr.?   | Afbeelding |
| --- | ------------------------- | --------------------------- | --------- | ------------------------- | ---------------------------- | ------ | --- |
| Hervormde Kerk. Vanwege de daarin aanwezige preekstoel, koperen lezenaar, koperen voorzangerslezenaar, koperen kronen en luidklok                                                      | Vanwege onderdelen kerk   | 1872 (kerk) 1502 (luidklok) |           | Kerkelaan 4               | 51° 52' 43" NB, 5° 4' 43" OL | 23544  | Meer afbeeldingen |
| Boerderij, met woonhuis onder rieten zadeldak en grote stal op L-vormige plattegrond. De met een rieten wolfdak gedekte stal is opgetrokken van gepotdekselde houten delen             | Boerderij                 | 1855                        |           | Lingedijk 137             | 51° 52' 30" NB, 5° 3' 26" OL | 23545  | Meer afbeeldingen |
| Boerderij, onder rieten wolfdak. In de gepleisterde voorgevel vensters met luiken en 20- en 16-ruitsschuiframen                                                                        | Boerderij                 | 18e of begin 19e eeuw       |           | Lingedijk 153             | 51° 52' 35" NB, 5° 3' 46" OL | 23546  | Boerderij, onder rieten wolfdak. In de gepleisterde voorgevel vensters met luiken en 20- en 16-ruitsschuiframen                                                         |
| Boerderij, op T-vormige plattegrond. Woongedeelte onder rieten zadeldak, met in de vensters schuiframen met goede roedenverdeling. Stal onder rieten wolfdak                           | Boerderij                 | eerste helft 19e eeuw       |           | Lingedijk 155             | 51° 52' 34" NB, 5° 3' 46" OL | 23547  | Boerderij, op T-vormige plattegrond. Woongedeelte onder rieten zadeldak, met in de vensters schuiframen met goede roedenverdeling. Stal onder rieten wolfdak            |
| Boerderij, waarvan het woonhuis dwars voor de stal is gebouwd. Woongedeelte onder rieten zadeldak, stal onder hoog, met riet gedekt wolfdak                                            | Boerderij                 | eerste helft 19e eeuw       |           | Lingedijk 175             | 51° 52' 34" NB, 5° 4' 13" OL | 23548  | Meer afbeeldingen |
| Boerderij, waarvan het woongedeelte dwars voor de stal is gebouwd. Woonhuis onder rieten schilddak. Vensters met 12-ruitsschuiframen                                                   | Boerderij                 | midden 19e eeuw             |           | Lingedijk 197             | 51° 52' 35" NB, 5° 4' 33" OL | 23549  | Boerderij, waarvan het woongedeelte dwars voor de stal is gebouwd. Woonhuis onder rieten schilddak. Vensters met 12-ruitsschuiframen                                    |
| Boerderij, waarvan het met een rieten zadeldak gedekte woonhuis dwars voor de stal is gebouwd. Gepleisterde voorgevel. Stal onder rieten wolfdak                                       | Boerderij                 | eerste helft 19e eeuw       |           | Lingedijk 199             | 51° 52' 36" NB, 5° 4' 36" OL | 23550  | Meer afbeeldingen |
| Boerderij, onder hoog, rieten wolfdak, dat aan de achterzijde een overstek heeft. In de met vlechtingen versierde voorgevel vensters met oude kozijnen, en, bij het topvenster, luiken | Boerderij                 | waarschijnlijk 17e eeuw     |           | Oudendijk 5               | 51° 52' 45" NB, 5° 4' 41" OL | 23551  | Meer afbeeldingen |
| Toegangshek | Erfscheiding              | 1850-1875                   |           | a.d.Lingedijk/Leerd.Oost. | 51° 52' 52" NB, 5° 5' 2" OL  | 514993 | Toegangshek |
| Baarhuisje | Begraafplaats en -onderdl | 1850-1875                   |           | a.d. Lingedijk/Leerd.Oost | 51° 52' 51" NB, 5° 5' 4" OL  | 514994 | Baarhuisje |
| Begraafplaats omgeven door een haag van laurier, gelegen op een langgerekt perceel op de dijk van een wiel buiten de bebouwde kom van Leerdam, oostelijk van Oosterwijk                | Begraafplaats en -onderdl | 1829                        |           | a.d. Lingend./Oosterwijk  | 51° 52' 51" NB, 5° 5' 4" OL  | 514995 | Begraafplaats omgeven door een haag van laurier, gelegen op een langgerekt perceel op de dijk van een wiel buiten de bebouwde kom van Leerdam, oostelijk van Oosterwijk |

## Galerij, Hervormde Kerk, RM:23544

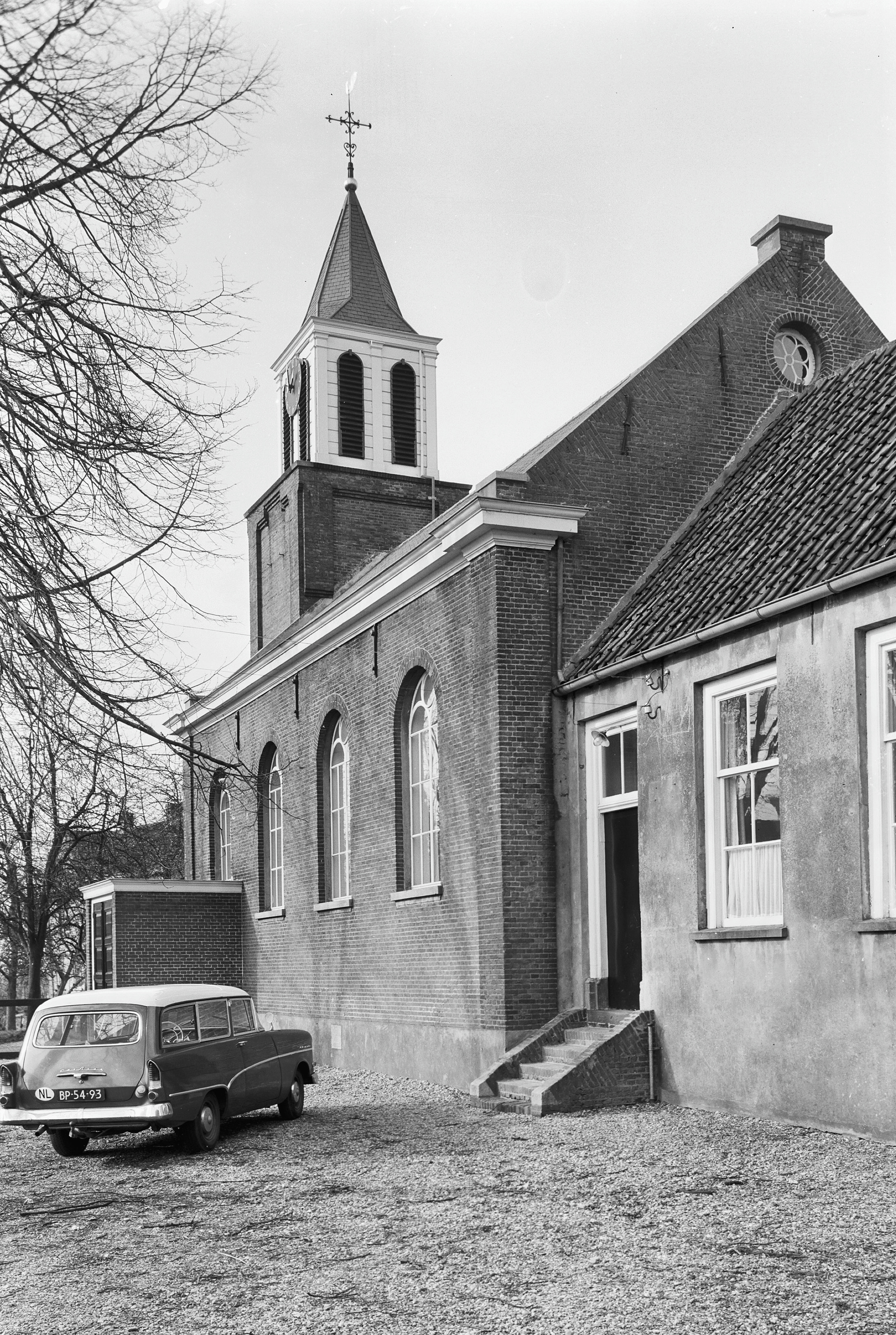
Kerk in 1967
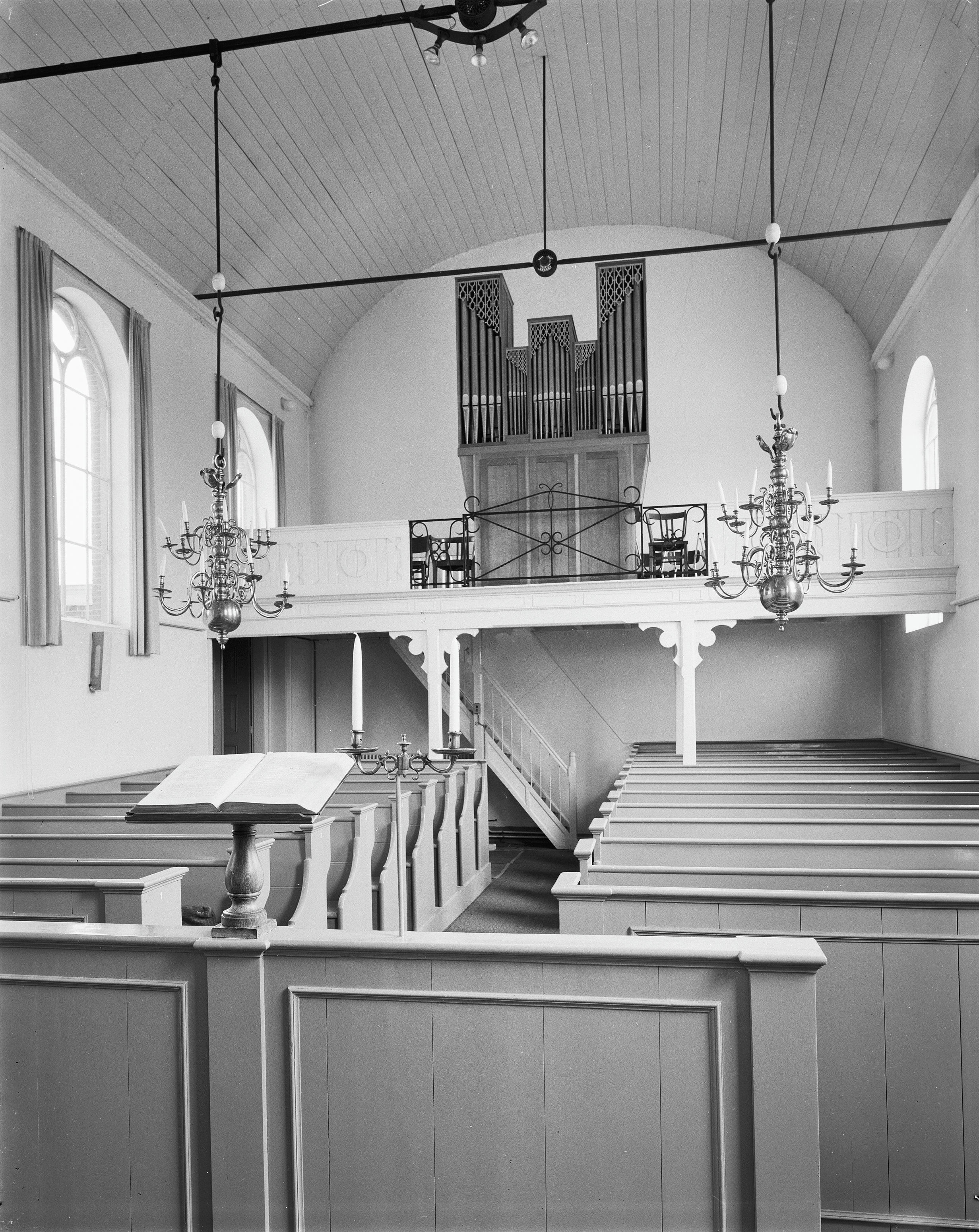
Interieur naar het orgel
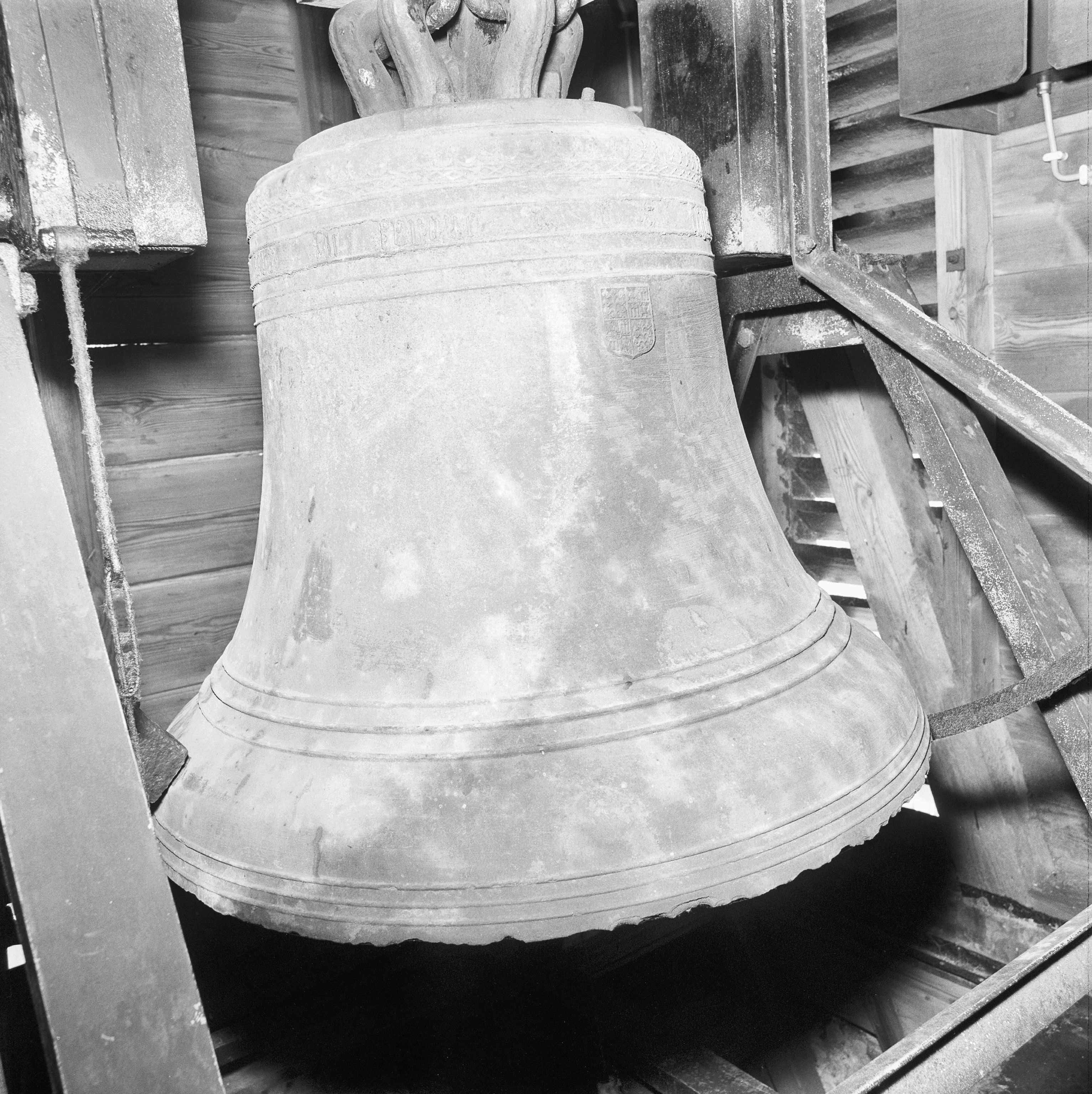
Klok uit 1502
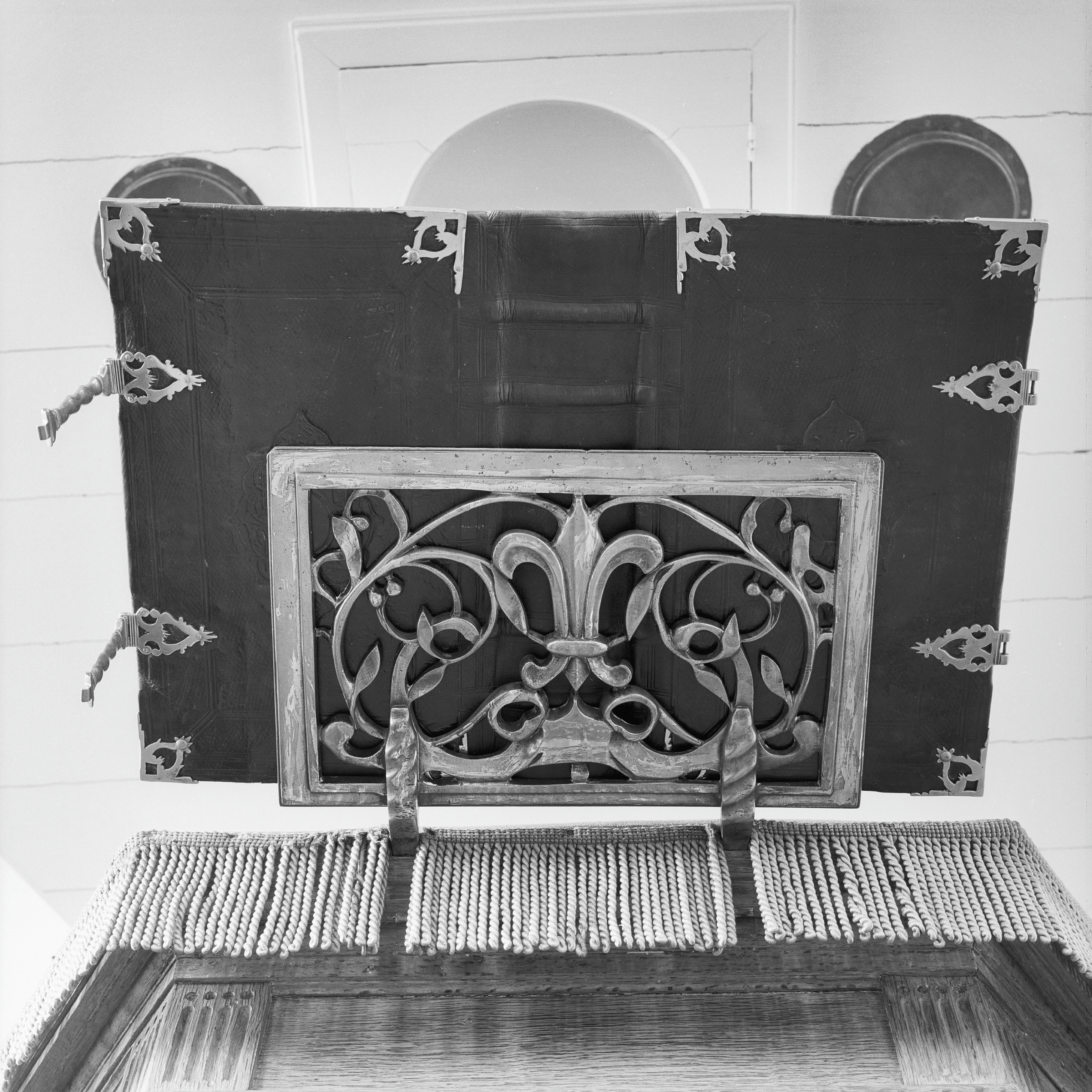
Lezenaar van de preekstoel
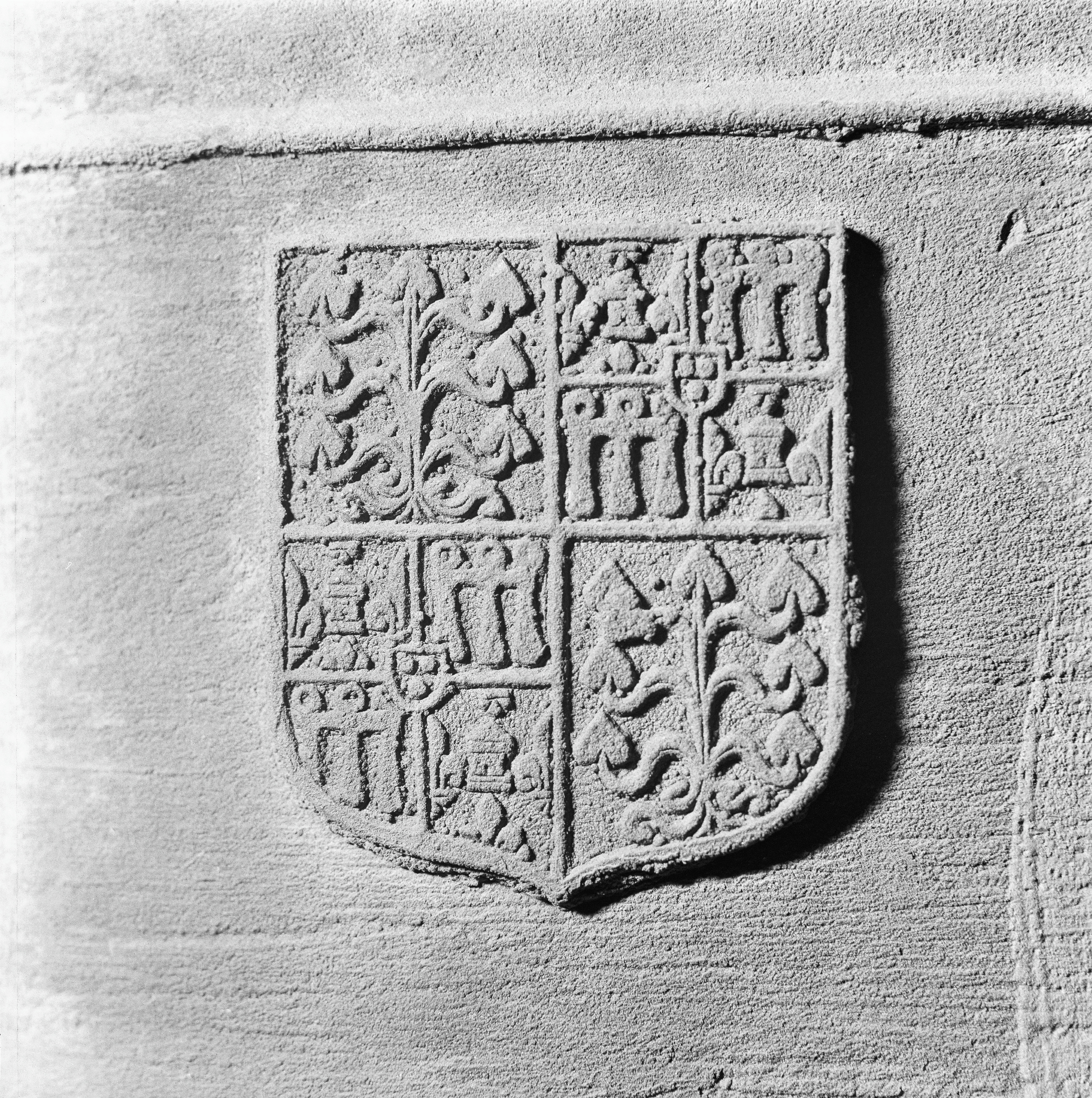
Toren: wapenschild